# Aszimptotikus analízis
Az aszimptotikus egy matematikai kifejezés, mely egy olyan tulajdonságot jelent, mellyel akkor rendelkezik valamely sorozat, ha az egymást követő értékei egyre inkább megközelítenek egy bizonyos értéket, de azt sosem érik el, még végtelen számú lépésben sem.
Egy grafikusan ábrázolt sorozat (például függvény) esetén, ha az ábrázolt görbének a végtelenbe vesző vége tetszőlegesen megközelít egy egyenest, de azt soha el nem éri, akkor e görbének ez a vége aszimptotikus tulajdonságú. Az az egyenes, amihez közelít, a görbe aszimptotája.